# Ocypode stimpsoni
Ocypode stimpsoni – gatunek krabów morsko-lądowych z rodziny Ocypodidae i rodzaju Ocypode.
Gatunek ten po raz pierwszy opisany został w 1858 roku przez Williama Stimpsona jako Ocypode convexa, jednak nazwa ta była już zajęta i w 1897 Arnold Edward Ortmann nadał mu nową nazwę Ocypode stimpsoni.
Krab małych jak na rodzaj rozmiarów. Karapaks ma z wierzchu drobno i gęsto ziarenkowany, nieco szerszy niż dłuższy, o wklęsłych bocznych połowach krawędzi orbitalnych. Zewnętrzne kąty orbitalne są ostro trójkątne i skierowane przednio-bocznie tak, że ich wierzchołki znajdują się z tyłu od wypukłości krawędzi orbitalnych. Najszersze miejsce karapaksu znajduje się na wysokości szeroko zaokrąglonych brzegów epibranchialnych (nadskrzelowych). Słupki oczne nie są odsiebnie przedłużone poza rogówkę oka. Na propodicie większych szczypiec znajduje się listewka strydulacyjna, złożona z 44–57 wąskich rowków, przedłużonych za środek palca nieruchomego. Mniejsze szczypce są szeroko zaokrąglone ku ściętym wierzchołkom. Przednie powierzchnie propoditów dwóch początkowych par nóg krocznych wyposażone są w środkowy rządek szczecin. Samice cechują się wystającym pośrodkowo i zaokrąglonym dystalnie wieczkiem płciowym. Samce mają część dystalną gonopody pierwszej pary nieco zwężoną, spłaszczoną, zakrzywioną bocznie i wyposażoną w drobny głaszczek.
Skorupiak pacyficzny, znany z wybrzeży Chin, Korei i Japonii.